# یان بریتون (بازیکن فوتبال اهل انگلستان)
یان بریتون (انگلیسی: Ian Britton؛ زادهٔ ۲۰ دسامبر ۱۹۵۶) بازیکن فوتبال بازنشسته اهل انگلستان است.

## باشگاهی
از باشگاه‌هایی که در آن بازی کرده‌است می‌توان به بیرمنگام سیتی، والسال و کیدرمینستر هاریرس اشاره کرد.